# 吴复墓
吴复墓是明初功臣吳復的墓葬，位于安徽省合肥市肥东县陈集镇秦湖社区。
明初功臣多安葬于南京，分属紫金山北麓（钟山之阴）等地。钟山之阴，因与明孝陵所在的钟山之阳相对，被视为明初功臣的最高礼遇。明代文献中，安葬于钟山之阴的功臣有十余人。吴复、汤和、孙兴祖三人亦在其中。实际上，吴复在故乡肥东县，汤和墓、孙兴祖墓亦是如此。
吴复墓前有十尊石像生，由整块青石雕刻。沿神道两侧东西向排列，计有武士、石狮、石羊、石马及驭手、华表各一对。1989年，吴复墓及墓前石像生，被列为安徽省文物保护单位。1995年，安徽省人民政府拨专款进行抢修。新华网在2004年的报道指，吴复墓及石像生缺乏保护。墓穴由于所处位置较高造成的水土流失，已“蜕变”为一个又矮又平的土丘。2019年，列入第八批全国重点文物保护单位。